# العلاقات العمانية الغامبية
العلاقات العمانية الغامبية هي العلاقات الثنائية التي تجمع بين سلطنة عمان وغامبيا.

## مقارنة بين البلدين
هذه مقارنة عامة ومرجعية للدولتين:
| وجه المقارنة                                              | سلطنة عمان    | غامبيا       |
| --------------------------------------------------------- | ------------- | ------------ |
| المساحة (كم2)                                             | 309.50 ألف    | 11.30 ألف    |
| عدد السكان (نسمة)                                         | 4.64 مليون    | 2.10 مليون   |
| الكثافة السكانية (ن./كم²)                                 | 14.99         | 185.84       |
| العاصمة                                                   | مسقط          | بانجول       |
| اللغة الرسمية                                             | اللغة العربية | لغة إنجليزية |
| العملة                                                    | ريال عماني    | دالاسي غامبي |
| الناتج المحلي الإجمالي (بليون دولار)                      | 72.64 مليار   | 1.01 مليار   |
| الناتج المحلي الإجمالي (تعادل القوة الشرائية) بليون دولار | 179.49 مليار  | 3.34 مليار   |
| الناتج المحلي الإجمالي الاسمي للفرد دولار أمريكي          | 15.55 ألف     | 471          |
| الناتج المحلي الإجمالي للفرد دولار أمريكي                 | 38.63 ألف     |              |
| مؤشر التنمية البشرية                                      | 0.793         | 0.441        |
| رمز المكالمات الدولي                                      | +968          | +220         |
| رمز الإنترنت                                              | عمان          | .gm          |
| المنطقة الزمنية                                           | ت ع م+04:00   | 00           |

## منظمات دولية مشتركة
يشترك البلدان في عضوية مجموعة من المنظمات الدولية، منها:
| علم المنظمة | اسم المنظمة                               | تاريخ انضمام سلطنة عمان | تاريخ انضمام غامبيا |
| ----------- | ----------------------------------------- | ----------------------- | ------------------- |
|             | مؤسسة التنمية الدولية                     | 1973                    | 18 أكتوبر 1967      |
|             | يونسكو                                    | 10 فبراير 1972          | 1 أغسطس 1973        |
|             | مؤسسة التمويل الدولية                     | 1973                    | 19 سبتمبر 1983      |
|             | منظمة حظر الأسلحة الكيميائية              | ?                       | ?                   |
|             | الأمم المتحدة                             | 7 أكتوبر 1971           | 21 سبتمبر 1965      |
|             | الاتحاد الدولي للاتصالات                  | 28 أبريل 1972           | 27 مايو 1974        |
|             | منظمة التعاون الإسلامي                    | 1970                    | ?                   |
|             | منظمة الشرطة الجنائية الدولية             | ?                       | ?                   |
|             | الاتحاد البريدي العالمي                   | ?                       | ?                   |
|             | البنك الدولي للإنشاء والتعمير             | 1971                    | 18 أكتوبر 1967      |
|             | المركز الدولي لتسوية المنازعات الاستشارية | 1995                    | 26 يناير 1975       |
|             | وكالة ضمان الاستثمار متعدد الأطراف        | 1989                    | 11 سبتمبر 1992      |
|             | منظمة التجارة العالمية                    | 2000                    | ?                   |

## وصلات خارجية
- موقع وزارة الخارجية العمانية
- موقع وزارة الخارجية الغامبية